# Robe rose de Marilyn Monroe

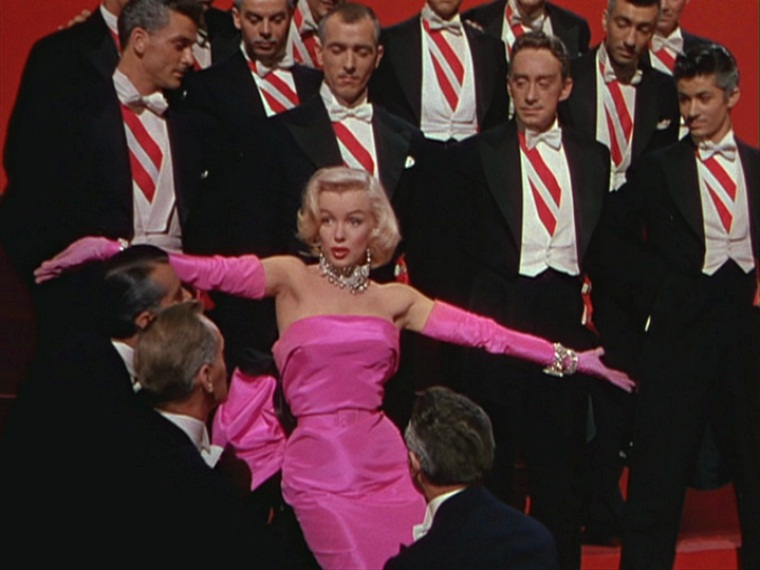
Marilyn Monroe portant la robe rose pendant le numéro de Diamonds Are a Girl's Best Friend.

La robe rose de Marilyn Monroe est une robe portée par l'actrice américaine Marilyn Monroe dans le film de 1953 Les hommes préfèrent les blondes réalisé par Howard Hawks. La robe, rose fuchsia, créée par le costumier William Travilla, est utilisée dans l'une des plus célèbres scènes du film et devient sujette de nombreuses imitations, notamment par Madonna pour le clip vidéo de sa chanson Material Girl en 1985.

## Historique
William Travilla commence à travailler avec Marilyn Monroe après sa victoire lors de la 22e cérémonie des Oscars pour les costumes du film Les Aventures de don Juan en 1948. Les hommes préfèrent les blondes est l'un des huit films pour lesquels Travilla confectionna les costumes de Marilyn Monroe, revendiquant plus tard avoir eu une courte liaison avec l'actrice.
Marilyn Monroe devait à l'origine porter un impressionnant costume de meneuse de revue coûtant 4 000 dollars de l'époque, composé d'une combinaison en résille noire ornée de strass, montante jusqu'à la poitrine et recouverte de tissu couleur chair puis embellie d'ornements en diamants. Cependant, pendant la réalisation du film, Marilyn Monroe fait l'objet d'un scandale quand sont retrouvées des photos dénudées de l'actrice pour un calendrier datant de 1949, avant son succès. Travilla reçoit donc l'instruction stricte de créer un nouveau costume couvrant plus l'actrice pour la distancier du scandale. La robe rose est donc dessinée comme un remplacement de dernière minute,.
La robe rose est portée par Marilyn Monroe dans le rôle de Lorelei Lee dans la fameuse séquence où l'actrice chante la chanson Diamonds Are a Girl's Best Friend, dans un morceau chorégraphié avec plusieurs prétendants en tenue de soirée. Les notes de Travilla révèlent que deux robes identiques avaient été préparées pour la scène car cette dernière était très longue à filmer et que la robe, touchant presque le sol, se salissait très rapidement.
La seule robe rose encore existante a été vendue aux enchères le 11 juin 2010 dans une maison d'enchères de Los Angeles avec un prix estimé entre 150 000 et 250 000 dollars et y est décrite comme « le plus grand costume de film vendu aux enchères au monde ». Elle se vend finalement pour 370 000 dollars. Elle est décrite comme suit : « Cette robe bustier en satin rose de Travilla présente une doublure en satin noir sur le nœud attaché au dos. Elle présente un bustier intégral avec une fermeture à glissière (dissimulée par le nœud) et une étiquette intérieure de 20th Century Fox. La robe est vendue avec la paire originale de tubes longueur opéra portée à l'écran par Marilyn (les gants sont présentés uniquement pour des fins d'affichage) et une ceinture en satin rose avec l'inscription "M. Monroe A-698 1-27-3-7953" sur la doublure intérieure en cuir. D'abord créée en deux pièces, le lot présente en addition un haut créé pour la robe (avec l'inscription à la main "1-27-3-7971 M. Monroe A 698-74") qui n'a pas été utilisé pour le film. Ce modèle a été créé pour pallier le haut de la robe qui se séparait de la jupe quand Marilyn levait les bras pendant sa performance. La robe présente une légère déteinte à certains endroits, commune aux tenues en soie de cette époque ; sinon en très bon état. La doublure en cuir de la ceinture est craquelée et manquante à certains endroits et la soie s'effile aux extrémités. » Marilyn Monroe porte une version blanche et sans le nœud arrière de cette robe pour l'avant-première du film La Joyeuse Parade en 1954 avec une écharpe en fourrure blanche et une paire de gants longs blancs longueur opéra.

## Stylisme
La robe est dessinée par William Travilla et est faite en un mélange de satin et de soie peau d'ange rose avec une doublure noire. Il s'agit d'une robe bustier longue avec une encolure droite et une fente sur le côté afin de pouvoir danser en la portant. Le nœud à l'arrière fait partie de la robe et n'est pas une pièce séparée. Le nœud a également une doublure en satin noire et est plissée sur un côté du dos de la robe puis attaché de l'autre côté. Marilyn Monroe porte avec la robe des gants avec une paume en daim reliés à des tubes de la même matière que la robe. Les bijoux que porte Marilyn Monroe dans le film sont des strass et non des diamants authentiques.

## Impact culturel

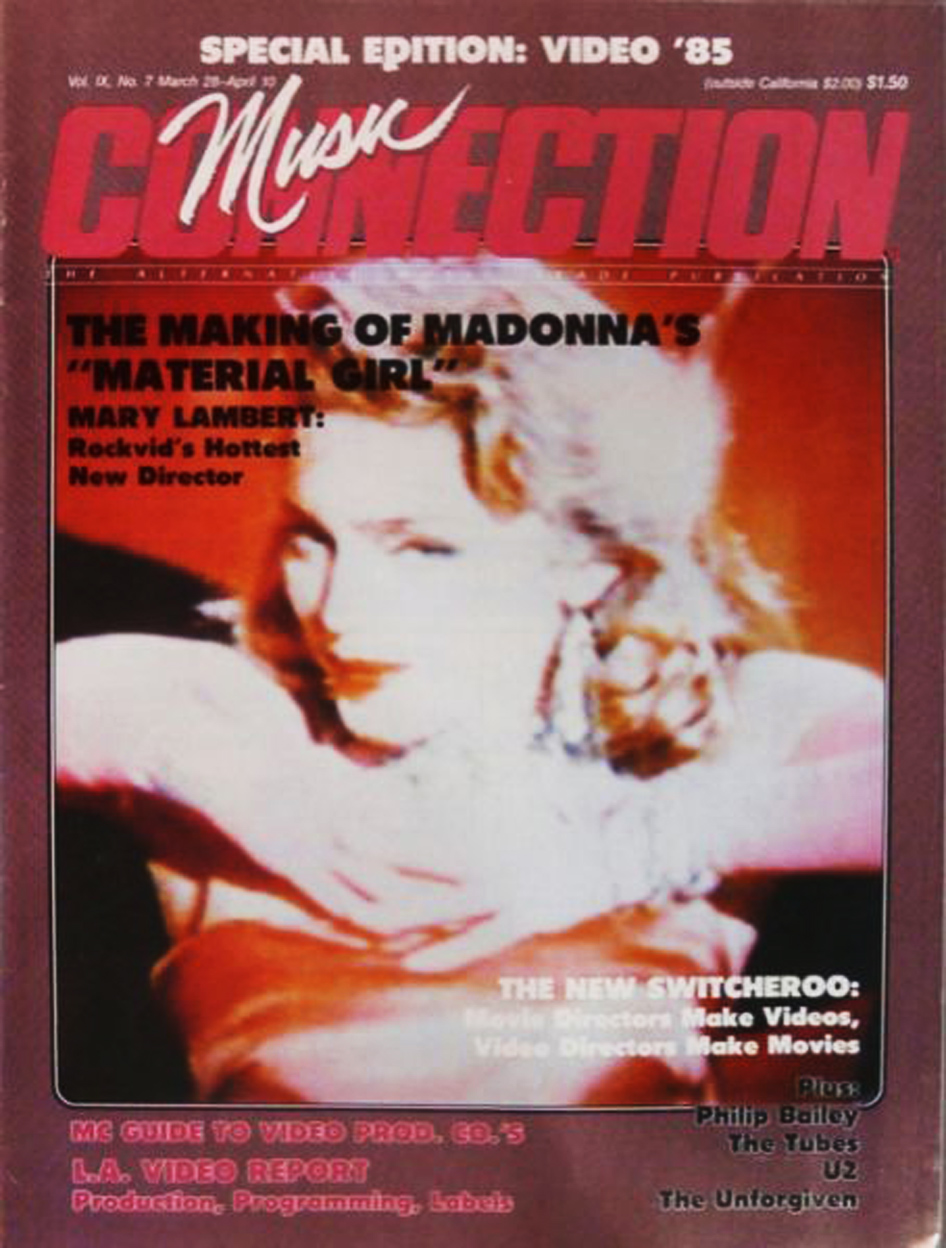
Couverture du magazine Music Connection de 1985 où Madonna apparaît portant sa réinterprétation de la robe rose.

La robe rose de Marilyn Monroe est devenue au fil des années un costume iconique du cinéma et de la mode et, comme sa robe blanche, est souvent imitée et parodiée. L'une de ses imitations les plus connues est celle qu'en fait Madonna pour le clip vidéo de sa chanson Material Girl en 1985.
Dans l'extension Superstar du jeu vidéo sur ordinateur Les Sims, sortie en 2003, le joueur peut voir le personnage de Marilyn Monroe portant la fameuse robe rose.
Une poupée Barbie portant la robe de Marilyn Monroe a également été commercialisée.
Dans le treizième épisode de la cinquième saison de la série télévisée américaine Gossip Girl, le personnage de Serena Van Der Woodsen porte dans un de ses rêves une réinterprétation de la robe rose de Marilyn Monroe tandis que Blair Waldorf, sa meilleure amie et rivale, y apparaît dans la petite robe noire d'Audrey Hepburn dans Diamants sur canapé.
Dans le quinzième épisode de la quatrième saison de la série télévisée américaine Glee, les personnages féminins chantent un medley contenant Diamonds Are a Girl's Best Friend, dans des robes roses qui n'ont en commun avec celle de Marilyn Monroe que la couleur.
Dans le troisième épisode de la deuxième saison de la série télévisée américaine Crazy Ex-Girlfriend, Rachel Bloom porte une version bleue de la robe en chantant une parodie de Diamonds Are a Girl's Best Friend.
En 2020, Margot Robbie interprète Harley Quinn dans le film Birds of Prey. Dans une des hallucinations du personnage principal, cette dernière est vêtue dans une réinterprétation de la robe rose de Marilyn Monroe avec un pantalon plutôt qu'une jupe. Dans le clip vidéo de sa chanson Diamonds, qui s'inspire de Diamonds Are a Girl's Best Friend, sortie à l'occasion du film, la chanteuse Normani présente elle aussi une réinterprétation de la robe de Marilyn Monroe en la remaniant pour en faire un costume de meneuse de revue qui ressemble dans la forme à la tenue de Nicole Kidman lors de sa performance de Sparkling Diamonds, une chanson qui reprend des paroles de la chanson de Les hommes préfèrent les blondes, dans le film de 2001 Moulin Rouge.